# Om kriget

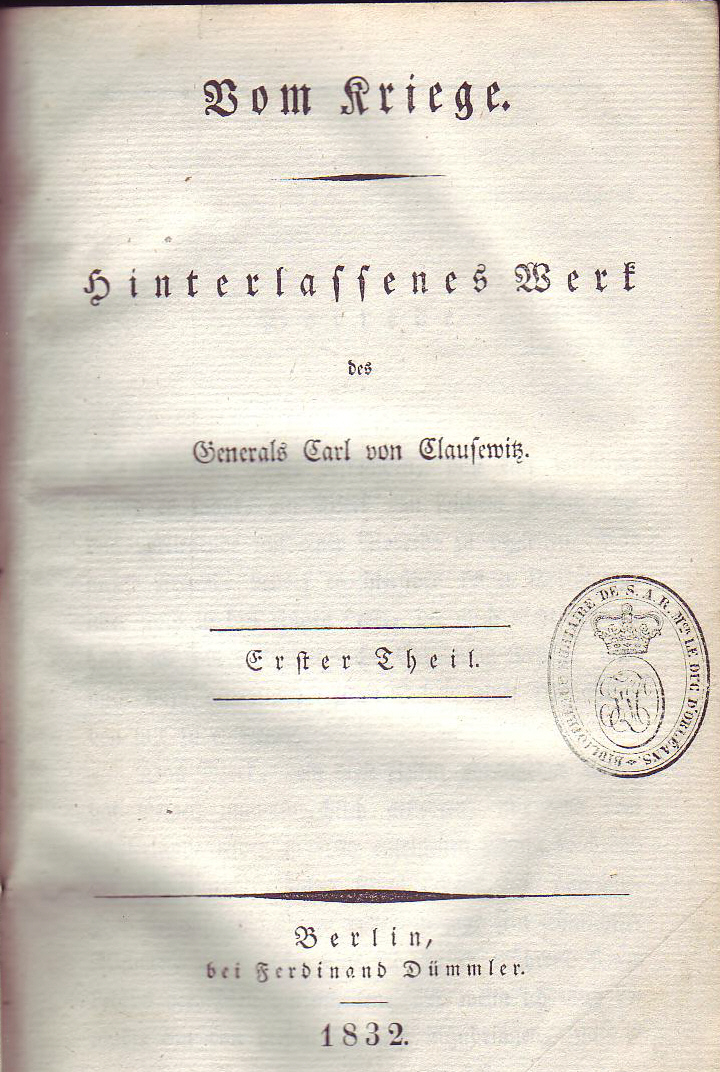
Titelsida från originalutgåvan av Vom Kriege, 1832.

Om Kriget (titel på tyska: Vom Kriege) är ett berömt militärteoretiskt bokverk av den tyske generalen Carl von Clausewitz.

## Tillkomst
Strax innan Carl von Clausewitz tillträdde som administrativ chef för Allgemeine Kriegsschule i Berlin började han arbeta på ett omfattande standardverk över krig och krigföring. Själv hann han aldrig se sitt verk i tryck, utan det blev hans änka Marie (född grevinna von Brühl) som lät publicera det ännu oavslutade arbetet under åren 1832 till 1834. Ursprungligen utgjorde verket en dekalog med titeln Hinterlassenes Werk des Generals von Clausewitz über Krieg und Kriegführung (General von Clausewitz efterlämnade verk om krig och krigföring), men betydande delar av originalmanuskriptet gick förlorade under andra världskrigets slutskede. Det som idag utgör Om kriget omfattar alltså bara tre av ursprungligen tio delar.

## Huvuddrag
Om kriget är en ambitiös ansträngning tänkt att omfatta alla krigets elementa, från de mest grundläggande resonemang runt krigsbegreppet i sig, till praktiska spörsmål gällande strid i mörker eller försvar i bergsterräng. Men det var von Clausewitz teoretiska och filosofiska analyser av krigets själva grundprinciper som gjorde honom berömd.
Den grundläggande frågan von Clausewitz ställer sig i bokens första kapitel är "Vad är kriget?", och finner svaret "Krig är blott en fortsättning på politiken med andra medel." Det som skiljer kriget från andra former av fysiskt våld är att kriget fyller ett politiskt syfte, även om krigets mål liknar slagsmålets: att påtvinga motståndaren sin vilja. Den politiska dimensionen i von Clausewitz krigsbegrepp var fundamental för hans militärfilosofiska teorier. Han menade att kriget måste underordnas de politiska målen på samma sätt som taktiken (läran om stridskrafternas användning i strid) måste underordnas strategin (läran om stridens utnyttjande för att nå krigets syfte). För von Clausewitz var det nödvändigt att låta politiken definiera krigets mål och ramar, eftersom kriget måste utkämpas efter rådande förhållanden och varken kan eller bör begränsa sig självt. Det absoluta kriget, den idealiserade norm von Clausewitz kallade "krigets rena begrepp", förutsätter nämligen att kriget automatiskt följer en inneboende grammatik, och att det är upp till de politiska krafterna att styra denna.

## Inflytande på eftervärlden
Den första upplagan av Om kriget trycktes i 1500 exemplar och tog över tjugo år att sälja slut. Men boken hittade så småningom in till de preussiska officersutbildningarna, och efter att den tyske generalstabschefen Helmuth von Moltke (1800-1891), enligt egen utsago inspirerad av von Clausewitz, utmanövrerat de franska styrkorna under fransk-tyska kriget 1870–1871 fullkomligt exploderade intresset för Om kriget. Friedrich Engels och Karl Marx var båda två stora beundrare av von Clausewitz arbeten och sökte under 1850-talet anpassa hans militärfilosofi till sina egna revolutionära teorier. Även Lenin lät sig inspireras av von Clausewitz och sökte frenetiskt övertyga sina åhörare om riktigheten i ett revolutionärt krig som en förlängning av en revolutionär politik. En annan självutnämnd von Clausewitz-lärjunge var Adolf Hitler.

## Utgåvor
Det tyska originalet har utgetts i ett stort antal utgåvor: 7:e upplagan 1912, 8:e 1914, 15:e 1937. Översättningar existerar på ett stort antal språk. Svenska översättningar av Vom Kriege är Krigförandets vigtigaste grundsatser (1855, bara 44 sidor, troligen handlar detta om en tidigare skrift "Die wichtigsten Grundsätze ..." ), Krig och krigföring (1942 av Jarl Gallén, urval, 271 sidor) och Om kriget (1991 av Hjalmar Mårtensson, 670 sidor, nytryck 2002).